# Nosybus orthoptera
Nosybus orthoptera là một loài côn trùng trong họ Berothidae thuộc bộ Neuroptera. Loài này được Fraser miêu tả năm 1952.